# Akiko Yosano
Det här är en artikel om en person med japanskt personnamn; Yosano är familjenamnet.
Yosano Akiko (与謝野 晶子), född 7 december 1878, död 29 maj 1942, var pseudonymen för en japansk poet, banbrytande feminist och pacifist, aktiv under sen Meijerperiod, Taishōperioden, och tidig Shōwaperiod i japansk historia. Hennes egentliga namn var Yosano Shiyo. Hon är en av de mest berömda, och mest kontroversiella, kvinnliga poeterna från Japan.

## Uppväxt

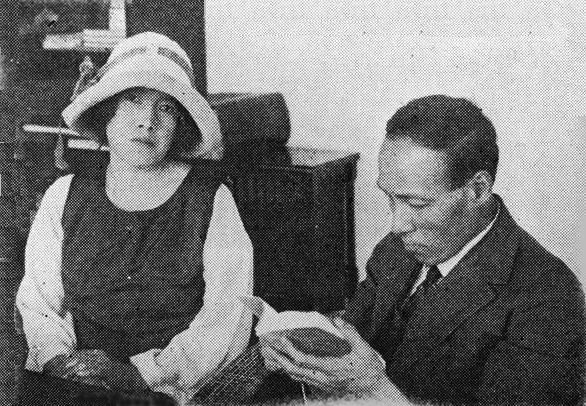
Yosano Akiko och hennes make, Yosano Tekkan

Yosano föddes som dotter till en rik affärsman i Sakai, Osaka. Från tidig barndom läste hon litterära verk under tiden som hon hjälpte till med familjens affärer. Då hon studerade på high school, började hon skriva texter för litteraturmagasinet Myōjō, och kom att bli en av dess viktigaste medarbetare. Tidningens redaktör Yosano Tekkan lärde henne poesiformen waka. Trots att Tekkan var gift utvecklades de tvås möten till en relation. De blev kära och flyttade tillsammans till Tokyo, och efter många om och men skilde sig Tekkan från sin fru och gifte sig istället med Akiko 1901.

## Utmärkelser
Nedslagskratern Akiko på planeten Venus är uppkallad efter henne.

## Litterär karriär

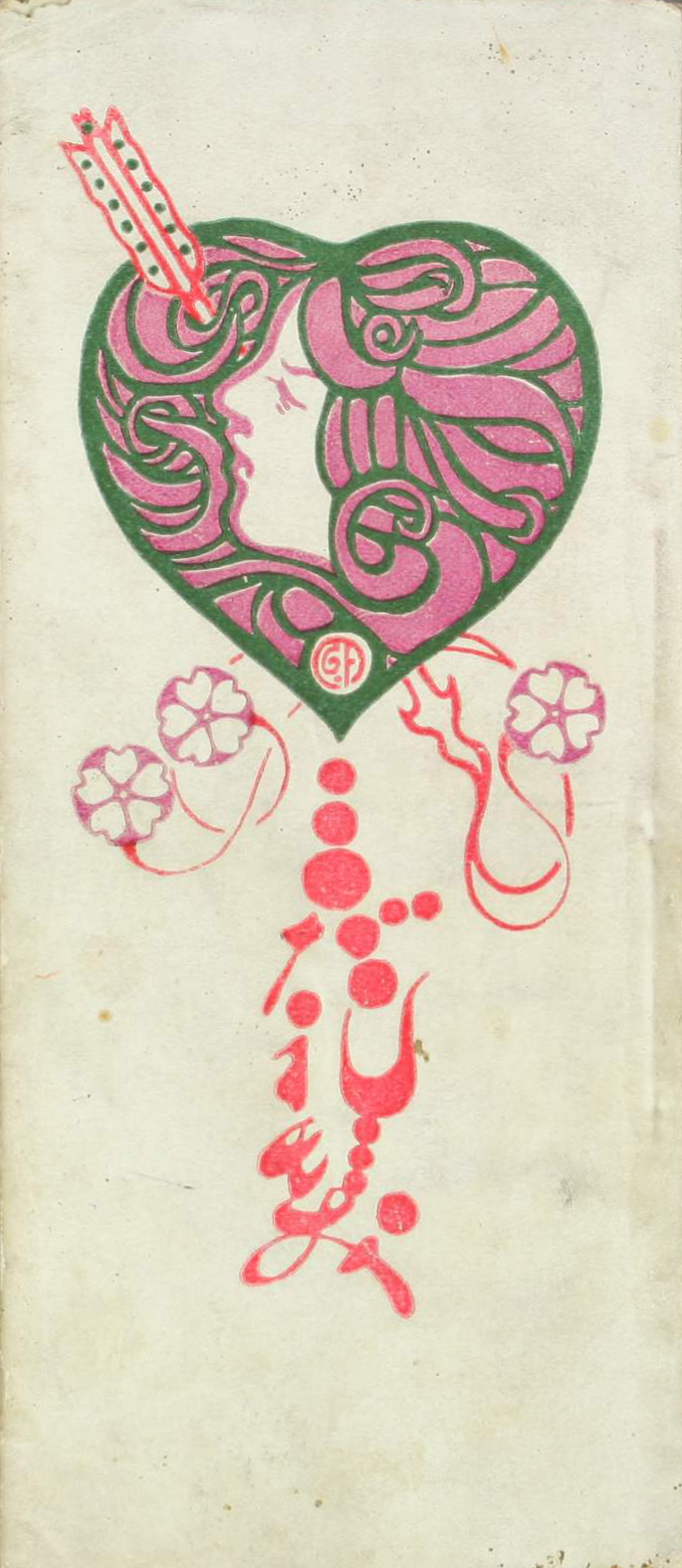
Omslag till Midaregami 15 augusti 1901

När Yosano 1901 släppte sin första samling wakapoesi, Midaregami (Snärjigt hår), som innehåller 400 dikter, väckte hennes dikter enorm uppmärksamhet på grund av sin frispråkiga sensualism och de starka känslor som hon fick rum för i den traditionella femradiga tanka-formen. Samlingen mottogs mycket väl av dåtidens litteraturkritiker. Denna första bok överskuggar allting annat som hon kom att publicera, och för fram en passionsfylld individualism i traditionell waka-form. Den är den enda av hennes verk som hittills (2012) översatts till svenska. Den svenska översättningen 2010 recenserades i Tidningen Kulturen. 
Hennes verk liknar inget annat som släpptes under samma period. Sammanlagt sammanställde Yosano mer än 20 diktantologier under sin karriär, bland de mest kända kan nämnas Koigoromo (Kärlekens skrud) och Maihime (Dansare). Yosanos make, Tekkan, som också var poet insåg snabbt att hans litterära talang överglänstes av Yosanos och kom därför att främst fokusera på att hjälpa sin hustru i arbetet. Yosanos dikt Kimi Shinitamou koto nakare (君死にたもうこと勿れ), adresserad till hennes bror och publicerad i Myōjō under det Rysk-japanska krigets avgörande skede, blev oerhört populär. Melodisatt användes den som en lättsam antikrigssång.
Under Taishōperioden inriktade sig Yosano främst på sociala frågor. Hennes kritik vändes mot Japans växande militarism. Hon publicerade också en hel del texter, där hon uttryckte sina feministiska ståndpunkter. Hennes sista verk, Shin Manyoshu var en antologi, som består av 26 783 dikter av 6 675 poeter, texterna spände över en 60-års-period.
Yosano dog i en stroke 1942, vid 63 års ålder. Eftersom hennes död inföll under Stillahavskriget blev den aldrig särskilt omskriven. Efter krigsslutet försvann i stort sett allt intresse för hennes texter, såväl bland kritiker som hos den japanska allmänheten. Hursomhelst har hennes verk nu åter igen väckt ett visst intresse, då hennes romantiska och sensuella stil ständigt finner nya läsare.